# Daktylowiec
Daktylowiec (Phoenix L.) – rodzaj roślin z rodziny arekowatych (Arececeae). Obejmuje 13–14 gatunków palm o pierzastych liściach. Występują one w tropikalnej i subtropikalnej części Azji, Afryki, w basenie Morza Śródziemnego i na Wyspach Kanaryjskich (w Europie jeden gatunek – Phoenix theophrasti). Szeroko rozprzestrzeniony w uprawie w strefie międzyzwrotnikowej jest daktylowiec właściwy tj. palma daktylowa P. dactylifera. Większość gatunków rośnie na terenach suchych, w tym na pustyniach i półpustyniach, aczkolwiek z reguły w pobliżu cieków i źródeł wód podziemnych. Część gatunków występuje w lasach monsunowych. Phoenix paludosa rośnie w miejscach bagiennych, w namorzynach od strony lądu, a Phoenix roebelenii nad rzekami w Azji Południowo-Wschodniej.
Rośliny z tego rodzaju mają zmienny pokrój, ale charakterystyczne liście – rozpoznawalne są po pierzastych liściach, których dolne listki są sztywne i cierniste, a dalsze są V-kształtne na przekroju.
Nazwa rodzajowa została utworzona z greckiej nazwy palmy daktylowej.

## Morfologia
PokrójPalmy o rozmaicie wykształconym pędzie – u różnych gatunków występuje pojedyncza lub wiele kłodzin, bywają one okazałe lub silnie skrócone i podziemne. Zawsze są szorstkie z powodu zachowujących się na nich trwałych nasad liści.
LiścieOkazałe, zimozielone, pierzasto złożone, tworzące pióropusz na szczycie kłodzin składający się zwykle z 8–50 liści. Pochwy liści są otwarte. Listki dolne (u nasady liścia, proksymalne) są przekształcone w szydlaste, ostre i sztywne ciernie. Kolejne listki są ostro zakończone i V-kształtne na przekroju.
KwiatyRośliny dwupienne o drobnych kwiatach zebranych w grona. Kwiatostany wyrastają między liśćmi lub skrętolegle wzdłuż osi kwiatostanu złożonego.
OwoceJagody jajowate do elipsoidalnych, zwykle jednonasienne, czarne lub brązowe. Mięsisty mezokarp daktylowca właściwego jest słodki, gruby i jadalny, u innych gatunków jest cienki i raczej gorzki.

## Systematyka
Synonimy taksonomiczne
Dachel Adanson, Palma P. Miller
Homonimy taksonomiczne
Phoenix Haller = Chrysopogon Trinius
Pozycja systematyczna

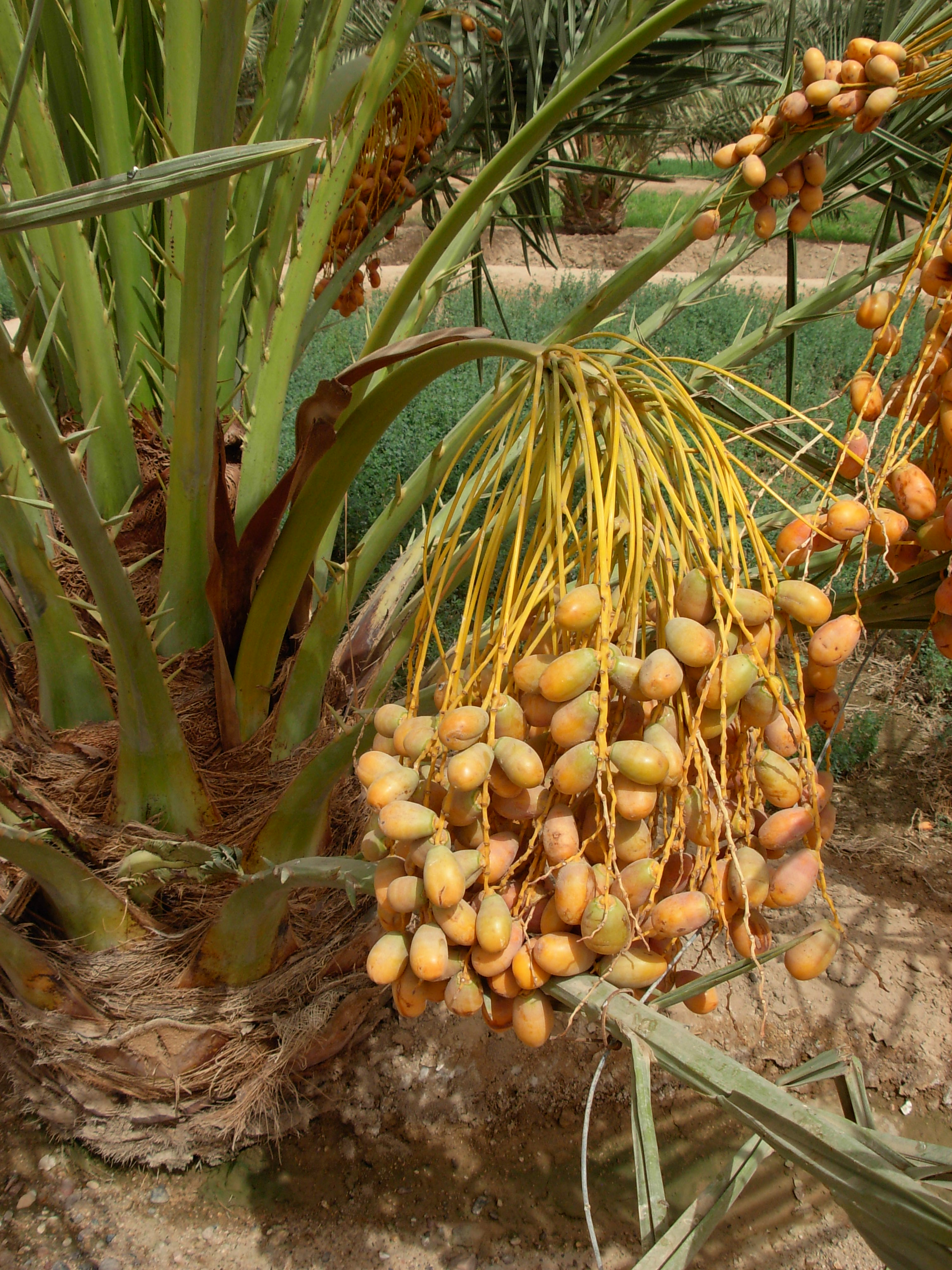
Owocujący daktylowiec właściwy

Rodzaj z rodziny arekowatych (Arecaceae) z rzędu arekowce (Arecales). W obrębie rodziny należy do podrodziny Coryphoideae, plemienia Phoeniceae.
Wykaz gatunków
- Phoenix acaulis Roxb.
- Phoenix andamanensis S.Barrow
- Phoenix atlantica A.Chev.
- Phoenix caespitosa Chiov.
- Phoenix canariensis Chabaud – daktylowiec kanaryjski
- Phoenix dactylifera L. – daktylowiec właściwy
- Phoenix loureiroi Kunth
- Phoenix paludosa Roxb.
- Phoenix pusilla Gaertn. – daktylowiec mąkodajny
- Phoenix reclinata Jacq. – daktylowiec nagięty
- Phoenix roebelenii O'Brien
- Phoenix rupicola T.Anderson
- Phoenix sylvestris (L.) Roxb. – daktylowiec leśny
- Phoenix theophrasti Greuter